# 深圳长富金茂大厦

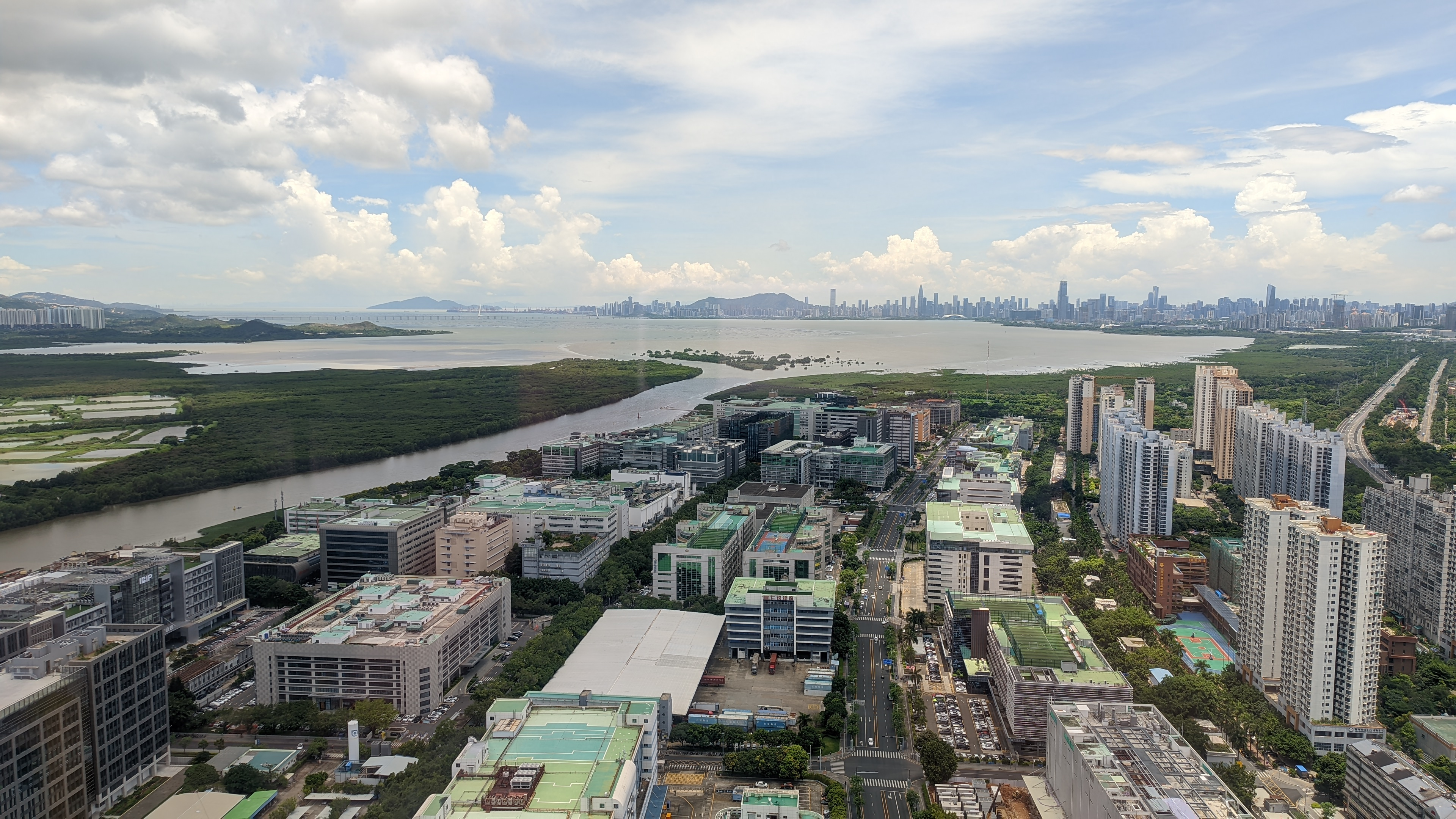
自长富金茂大厦眺望深圳湾

深圳CFC长富中心（英文: CFC Changfu Centre），是一栋位于中華人民共和國广东省深圳市福田區保稅區內的超高层摩天大楼，緊鄰深圳河並與香港的米埔濕地隔岸相望。大厦的高度为304.3米（996.9英尺），樓高68層，大廈高層能俯瞰深圳灣與香港米埔濕地。

## 历史
2011年开始建造，并于2016年1月封顶。目前，此廈為上海建工集團深圳子公司辦公室。除此大廈外，大多數福田保稅區内的大廈為公務員宿舍大廈。